# Copa Libertadores (U-20)
Die Copa Libertadores (U-20) (span.: Copa Libertadores Sub-20) ist ein seit 2011 ausgetragener Fußballvereinswettbewerb Südamerikas für männliche Fußballspieler unter 20 Jahren. Wegen des Sponsorings des lateinamerikanischen Mobilfunkanbieters Movistar, eines Ablegers der spanischen Telefongesellschaft Telefónica, firmiert er auch unter der Bezeichnung „Copa Movistar Libertadores SUB20“. Der Wettbewerb wird innerhalb von zwei Wochen in Turnierform in einem Gastgeberland ausgespielt.
Der Wettbewerb ist vergleichbar mit der in Europa seit der Saison 2013/14 ausgespielten UEFA Youth League, wenngleich auch Teilnahmebedingungen und Austragungsmodus nicht identisch sind. Startberechtigt sind die Juniorenmeister der zehn südamerikanischen Länder und Mexikos, wobei je nach nationalen Voraussetzungen auch U-18 bzw. U-19 Mannschaften am Start sind. Gespielt wird innerhalb weniger Wochen in einem Gastgeberland. Peru als Gastgeber entsandte bei der ersten Ausspielung zwei Mannschaften, so dass sich ein Teilnehmerfeld vom 12 Mannschaften ergab. 2012 wurde das Teilnehmerfeld auf 16 erhöht, wobei Gastgeber Peru einschließlich des Titelverteidigers von 2011 drei sowie Argentinien und Brasilien je zwei Teams entsenden durften. Zusätzlich war mit Atlético Madrid ein europäischer Vertreter am Start.
Ab 2016 nahmen wieder zwölf Klubs an dem Turnier teil. Von jedem der 10 südamerikanischen Verbände ein Teilnehmer sowie eine zweite Mannschaft des Gastgeberlandes und der Titelverteidiger. Ein Vertreter Mexikos war nun nicht mehr am Start.

## Die Turniere im Überblick
| Jahr          | Gastgeber          | Finale                  | Finale             | Finale                  | Spiel um Platz 3        | Spiel um Platz 3   | Spiel um Platz 3   |
| Jahr          | Gastgeber          | Sieger                  | Ergebnis           | Finalist                | 3. Platz                | Ergebnis           | 4. Platz           |
| ------------- | ------------------ | ----------------------- | ------------------ | ----------------------- | ----------------------- | ------------------ | ------------------ |
| 2011 Details  | Peru               | Univers. de Deportes    | 1:1, 4:2 i. E.     | Boca Juniors            | Club América            | 1:0                | Alianza Lima       |
| 2012 Details  | Peru               | River Plate             | 1:0                | Defensor Sporting Club  | Corinthians São Paulo   | 2:1                | Unión Española     |
| 2013 bis 2015 | Nicht ausgetragen. | Nicht ausgetragen.      | Nicht ausgetragen. | Nicht ausgetragen.      | Nicht ausgetragen.      | Nicht ausgetragen. | Nicht ausgetragen. |
| 2016 Details  | Paraguay           | FC São Paulo            | 1:0                | Liverpool Montevideo    | Cortuluá                | 1:0                | CA Lanús           |
| 2017          | Nicht ausgetragen. | Nicht ausgetragen.      | Nicht ausgetragen. | Nicht ausgetragen.      | Nicht ausgetragen.      | Nicht ausgetragen. | Nicht ausgetragen. |
| 2018 Details  | Uruguay            | Nacional Montevideo     | 2:1                | Independiente del Valle | River Plate Montevideo  | 1:1, 5:4 i. E.     | FC São Paulo       |
| 2019          | Nicht ausgetragen. | Nicht ausgetragen.      | Nicht ausgetragen. | Nicht ausgetragen.      | Nicht ausgetragen.      | Nicht ausgetragen. | Nicht ausgetragen. |
| 2020 Details  | Paraguay           | Independiente del Valle | 2:1                | River Plate             | Flamengo Rio de Janeiro | 5:2                | Club Libertad      |
| 2021          | Nicht ausgetragen. | Nicht ausgetragen.      | Nicht ausgetragen. | Nicht ausgetragen.      | Nicht ausgetragen.      | Nicht ausgetragen. | Nicht ausgetragen. |
| 2022 Details  | Ecuador            | Peñarol Montevideo      | 1:1, 4:3 i. E.     | Independiente del Valle | Club Guaraní            | 3:2                | FC Caracas         |
| 2023 Details  | Chile              | Boca Juniors            | 2:0                | Independiente del Valle | Club Cerro Porteño      | 2:2, 4:2 i. E.     | Peñarol Montevideo |
| 2024 Details  | Uruguay            | Flamengo Rio de Janeiro | 2:1                | Boca Juniors            | Rosario Central         | 2:1                | SD Aucas           |
| 2025 Details  | Paraguay           | Flamengo Rio de Janeiro | 1:1, 3:2 i. E.     | Palmeiras São Paulo     | CA Belgrano             | 5:1                | Danubio FC         |